# Konark
Konark (oriya: କୋଣାର୍କ; sànscrit: कोनार्क) és una vila del districte de Puri a Orissa, Índia, a 65 km de Bhubaneswar. És famosa perquè hi ha el temple anomenat de Konark o temple del Sol (conegut també com a pagoda Negra), construït amb granit negre pel rei Narasimhadeva I (1236-1264) de la dinastia dels Gangues orientals, declarat Patrimoni de la Humanitat; el complex està dissenyat en forma de carro de guerra (el carro de Surya Arka, el déu Sol), i està molt ben decorat amb pedra treballada. La població està situada a 19° 54′ N, 86° 07′ E / 19.90°N,86.12°E i, segons el cens del 2001, els habitants n'eren 15.015.

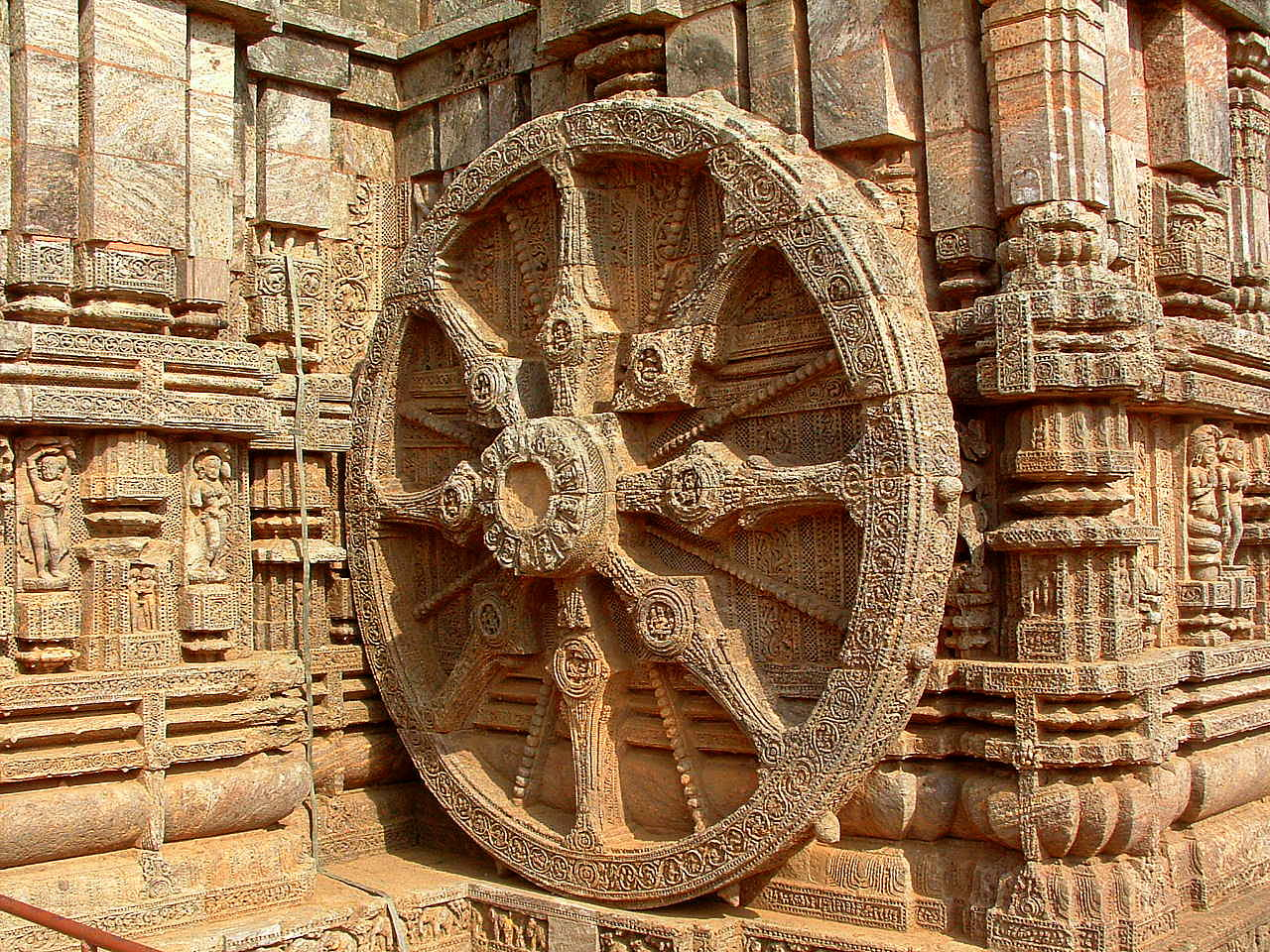
Roda

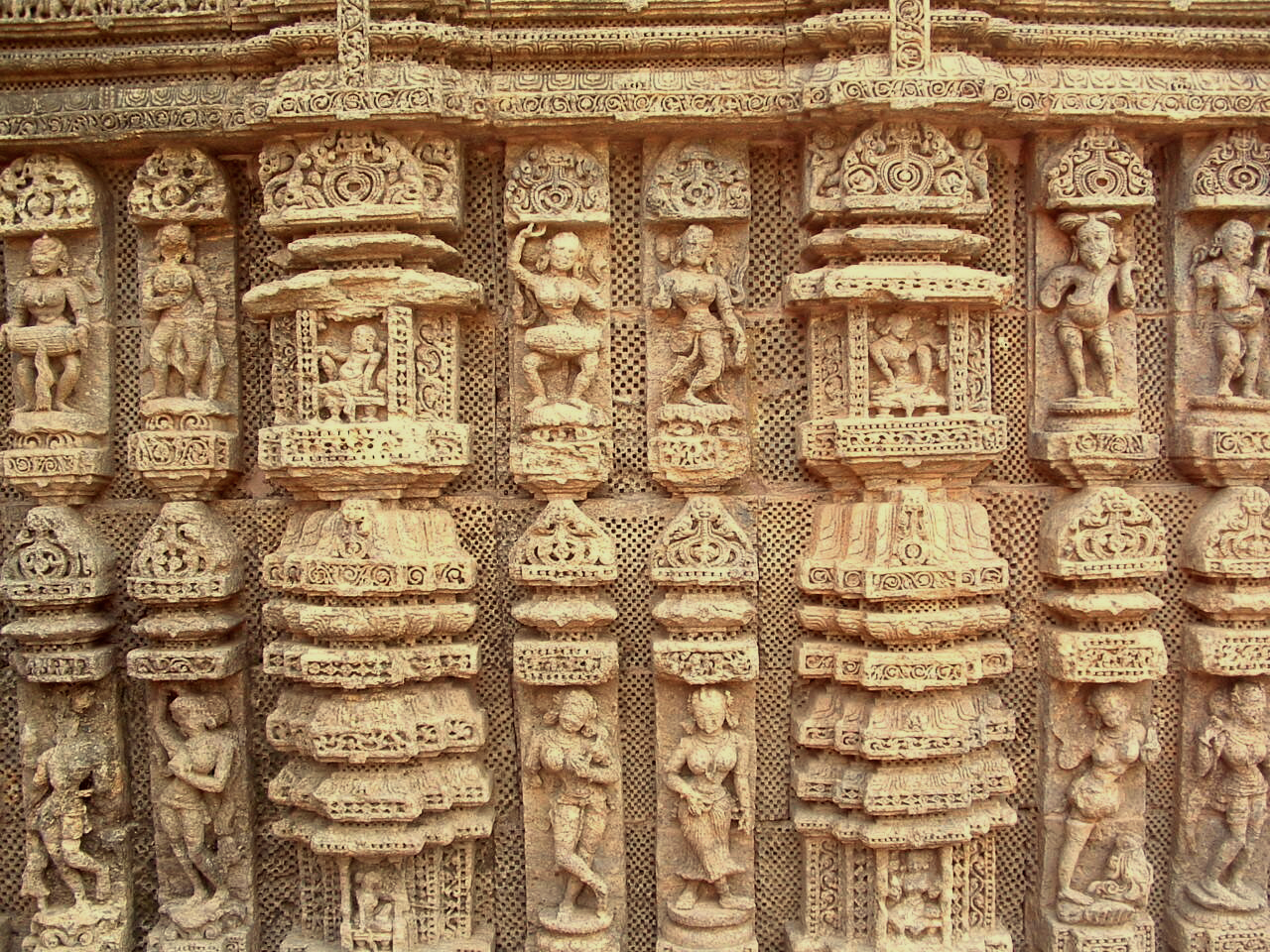
Pedra treballada

Sobre la seva destrucció parcial hi ha diverses teories: que no fou acabat i va caure, que fou destruït per Kalapahad quan va envair Orissa el 1568, igual que altres temples (el Madala Panji del temple de Puri Jagannath descriu l'atac de Kalapahad a Orissa el 1568). Des de 1568, Orissa va estar en mans dels musulmans i hi van haver diversos intents de destruir els temples hindús. La darrera espoliació fou el 1779, deguda al maratha Sadhu, que es va emportar el pilar d'Arun.